# Antidesma obliquinervium
Antidesma obliquinervium là một loàithực vật thuộc họ Euphorbiaceae. Đây là loài đặc hữu của Philippines.